# Dixonius
Genre
Dixonius est un genre de geckos de la famille des Gekkonidae.

## Répartition
Les 17 espèces de ce genre se rencontrent en Asie du Sud-Est.

## Étymologie
Ce genre est nommé en l'honneur de James Ray Dixon.

## Liste des espèces
Selon The Reptile Database (27 janvier 2025) :

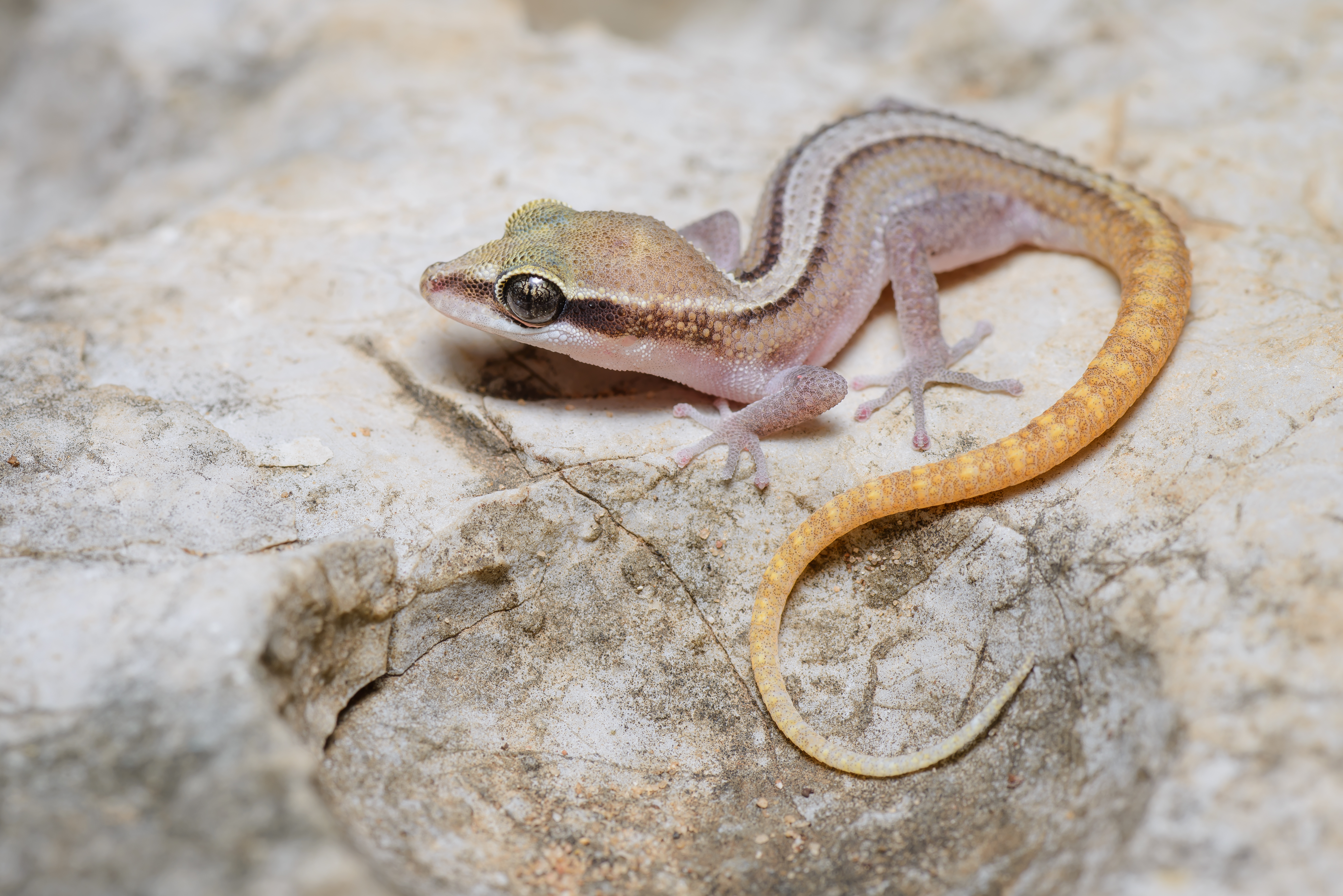
Dixonius de Sam Roï Yot, parc national de Khao Sam Roi Yot, Thaïlande

- Dixonius aaronbaueri Ngo & Ziegler, 2009 - Dixonius de Bauer
- Dixonius chotjuckdikuli Donbundit et al., 2024[4] - Dixonius de Khao Ebid
- Dixonius dulayaphitakorum Sumontha & Pauwels, 2020[5] - Dixonius de Ranong
- Dixonius fulbrighti Luu et al., 2023[6] - "Dixonius de Fulbright"
- Dixonius gialaiensis Luu et al., 2023[7] - "Dixonius de Gia Lai"
- Dixonius hangseesom Bauer et al., 2004 - "Dixonius à queue orange"
- Dixonius kaweesaki Sumontha et al., 2017[8] - Dixonius de Sam Roï Yot
- Dixonius lao Nguyen et al., 2020[9] - "Dixonius de Khammouane"
- Dixonius mekongensis Pauwels et al., 2021[10] - Dixonius du Mékong
- Dixonius melanostictus (Taylor, 1962) - Dixonius à taches noires
- Dixonius minhlei Ziegler et al., 2016[11] - "Dixonius de Vinh Cuu"
- Dixonius muangfuangensis Luu et al., 2023[7] - "Dixonius de Muangfuang"
- Dixonius pawangkhananti Pauwels et al., 2020[12] - Dixonius de Cha-am
- Dixonius siamensis (Boulenger, 1899) - Dixonius du Siam
- Dixonius somchanhae Nguyen et al., 2021[13] - "Dixonius de Vientiane"
- Dixonius taoi Botov et al., 2015 - "Dixonius de Phu Quy"
- Dixonius vietnamensis Das, 2004 - Dixonius du Vietnam

## Publication originale
- Bauer, Good & Branch, 1997 : The taxonomy of the southern African leaf-toed geckos (Squamata: Gekkonidae), with a review of Old World Phyllodactylus and the description of five new genera. Proceedings of the California Academy of Sciences, sér. 4, vol. 49, no 14, p. 447-497 (texte intégral).